# Kurmainzische Kellerei Buchen (Odenwald)

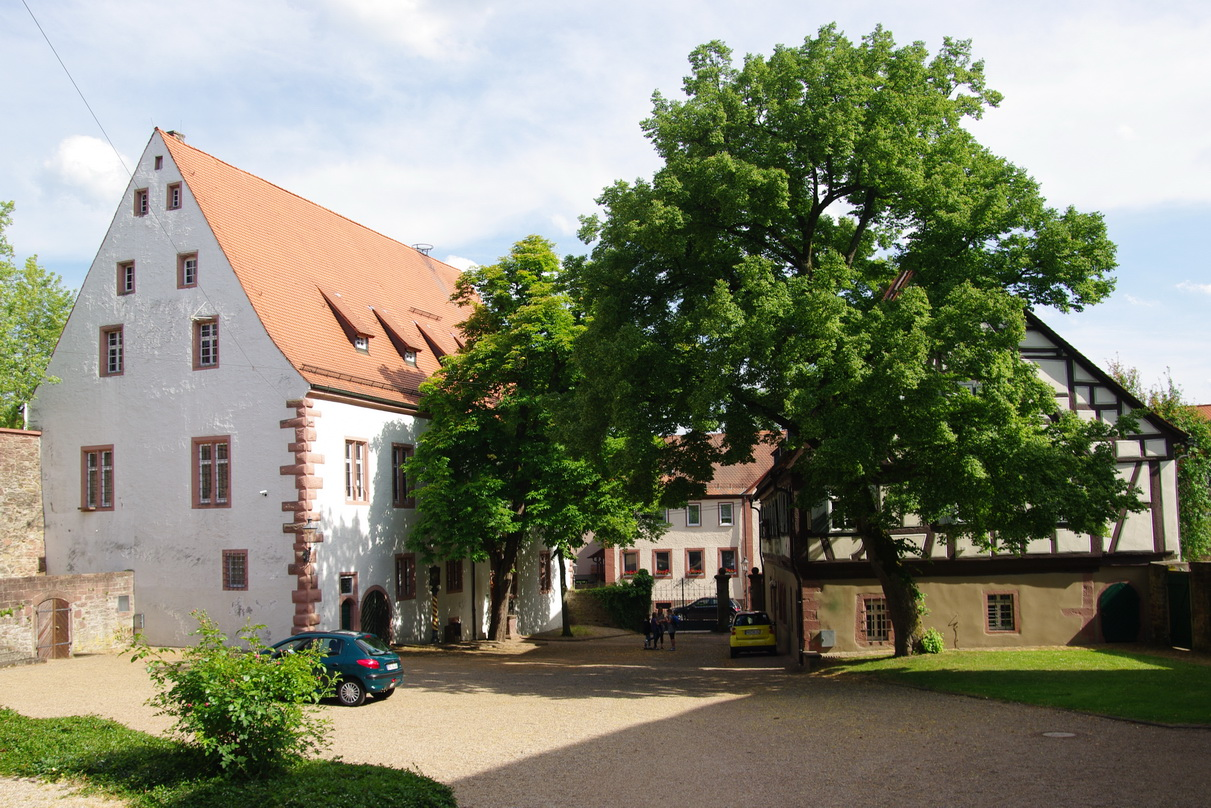
Hof der ehemaligen Kellerei

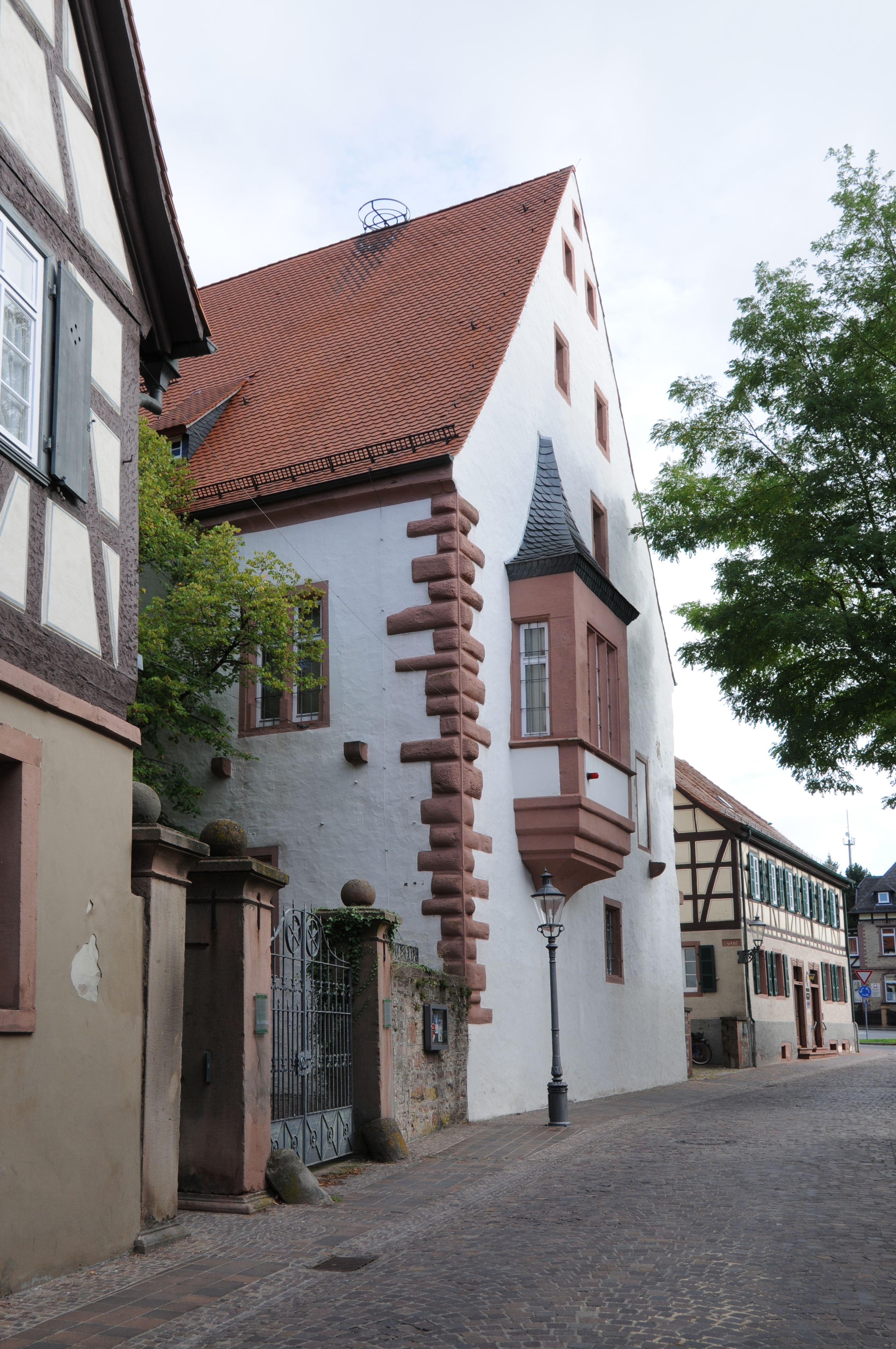
Der Steinerne Bau

Die ehemalige Kurmainzische Kellerei in Buchen (Odenwald), einer Stadt im Neckar-Odenwald-Kreis in Baden-Württemberg, ist ein Kulturdenkmal und ehemaliges Kurmainzer Amtsschloss aus dem Ende des 15. Jahrhunderts.

## Beschreibung
Bei der ehemaligen Kurmainzischen Kellerei handelt es sich um ein Hofareal am ehemals östlichen Bereich der durch eine Stadtmauer befestigten Buchener Altstadt mit einem Ensemble aus vier Gebäuden: dem Steinernen Bau, dem Trunzerhaus, der Zehntscheune und dem Belzschen Haus. Hier befand sich von 1309 bis 1803 die Verwaltung des Mainzischen Amtes Buchen mit dem Dienstsitz des Amtskellers. Das Zentrum bildete der heutige Museumshof.
1803 gingen die Gebäude an das Fürstentum Leiningen. Seit 1868 ist die Stadt Buchen Eigentümer der Kellerei. Am 30. Oktober 1887 kam es zu einem Brand in der Kellerei, der gerichtliche Folgen nach sich zog.

### Steinerner Bau
Der sogenannte Steinerne Bau (Kellereistraße 29), ein massives zweigeschossiges Steingebäude mit markantem Erker und einem steilen weitere drei Geschosse umfassenden Satteldach, wurde 1493 unter dem Mainzer Erzbischof Berthold von Henneberg, Reichserzkanzler und Kurfürst des Heiligen Römischen Reiches, direkt an dem 1815/16 abgerissenen Würzburger Tor erbaut, mit dem er durch einen Wehrgang verbunden war. Das Haus ist deutlich auf der ältesten bekannten Abbildung Buchens, einer Jagdgrenzkarte von 1593, erkennbar.
In dem Gebäude befindet sich heute ein Hauptteil des Bezirksmuseums Buchen, einer von Karl Trunzer (1856–1927), Karl Hoffacker (1856–1919) sowie dem Architekten Karl Kraus (Darmstadt) gegründeten Sammlungspräsentation, die 1915 eröffnet wurde.
Am Eingangsportal sind zwei Wappen:
- Über dem Portal das Wappen des Mainzer Erzbischofs Berthold von Henneberg mit bauzeitlicher Datierung 1493. Das Wappen ist geviert:

- Feld 1 und 4: In Rot ein sechsspeichiges silbernes Rad für das Erzstift Mainz.
- Feld 2 und 3: Wappen der Grafen von Henneberg-Aschach, dieses wiederum erneut geviert:

- Feld 1 und 4: Colonna, in Rot eine goldgekrönte silberne Säule. Das Säulenwappen ist das des römischen Adelsgeschlechts Colonna, deren (fiktive) Verwandtschaft die Henneberger sich 1467 durch Papst und Kaiser bestätigen ließen.
- Feld 2 und 3: Wappen der Gefürsteten Grafschaft Henneberg, in Gold auf grünem Dreiberg eine schwarze Henne mit rotem Kamm und ebensolchem Kehllappen, dem Stammwappen der Henneberger.

- Links neben der Treppe das sogenannte Träublesbild, ein Bildstock aus dem Jahr 1744 mit dem Walldürner Blutwunder auf einer rebenumrankten Säule und der Stifterinschrift am Sockel: „GOTT/ZV/ EHRREN HAT/ DER IOHANNES GRA/ SBERGER DISSE FI/ GVR AVFGERICHTE[T]/ 1744“.

### Trunzerhaus

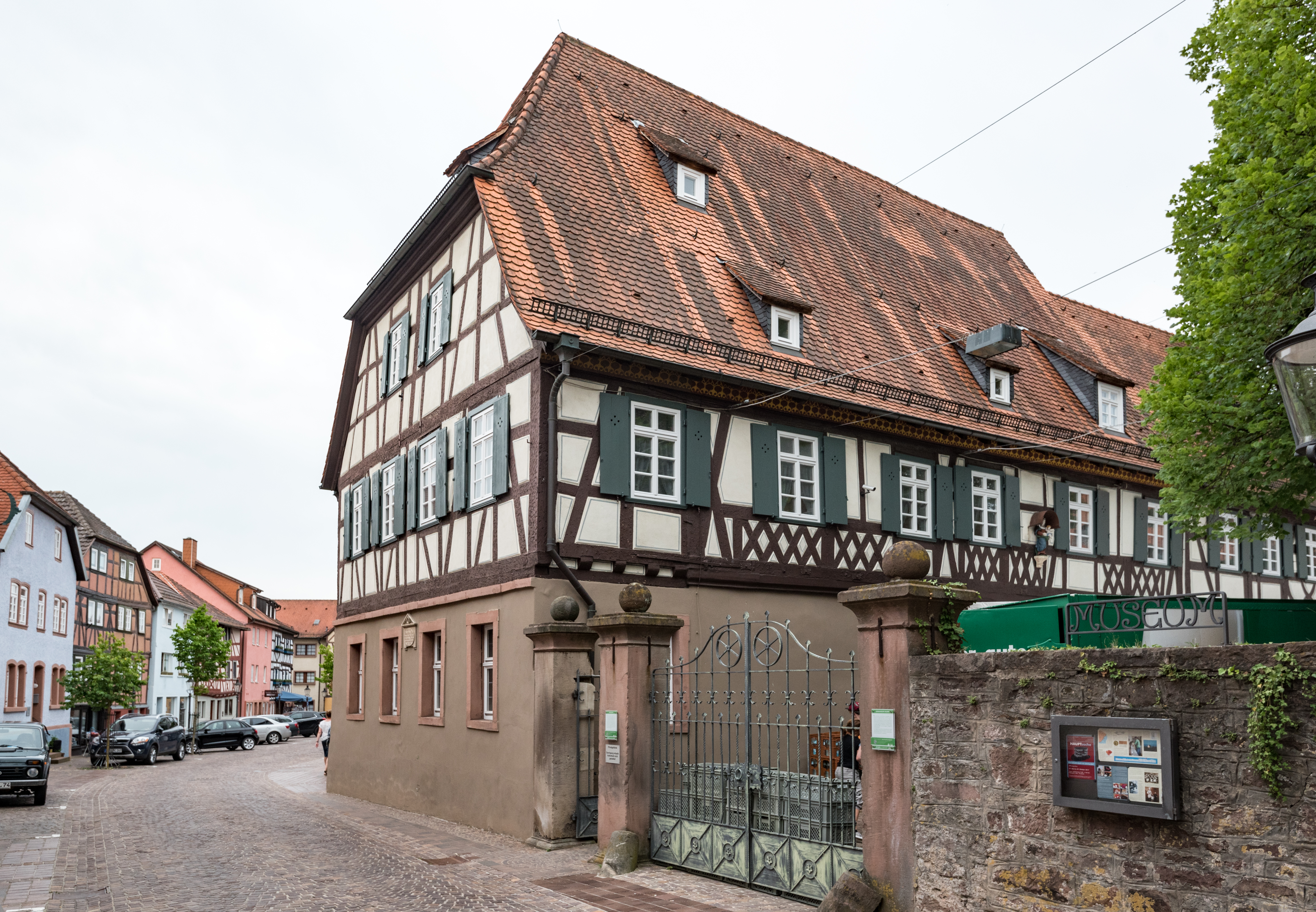
Das Trunzerhaus

Im sogenannten Trunzerhaus (Kellereistraße 27), einem Fachwerkbau mit gemauertem Erdgeschoss vom Anfang des 16. Jahrhunderts und einem Krüppelwalmdach mit mehreren Schleppgauben, befand sich die Wohnung des Amtskellers. Benannt ist es nach Karl Trunzer, dem Gründer des Bezirksmuseums, der das Haus von 1901 bis zu seinem Tod bewohnte.
Hier verbrachte der deutsch-schwedische Komponist und Hofkapellmeister Joseph Martin Kraus (1756–1792) seine Jugendjahre als Sohn des kurmainzischen Amtskellers Joseph Bernhard Kraus. Eine Erinnerungsplakette befindet sich an der Gebäudefront.
In dem Gebäude befindet sich ein Teil der Sammlungspräsentation des Bezirksmuseums.

### Zehntscheune

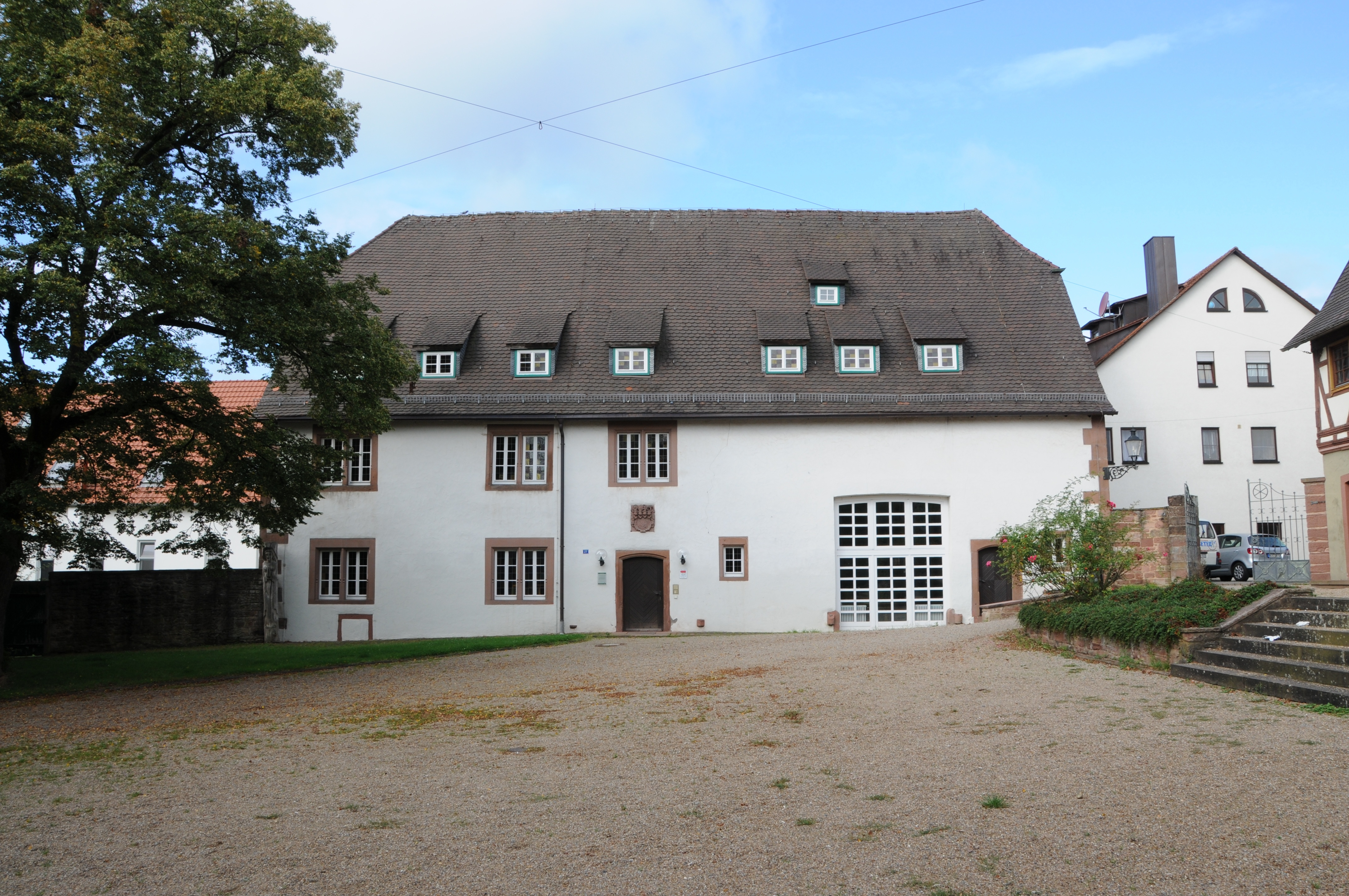
Die Zehntscheune

Die Zehntscheune (Kellereistraße 25) wurde 1627 unter dem Mainzer Erzbischof Georg Friedrich von Greiffenclau zu Vollrads erbaut. Mit der Abschaffung des Zehnten, der Abgabe von Feldfrüchten, waren die Steuern in Form von Bargeld zu entrichten. Damit verlor das Gebäude seinen ursprünglichen Zweck und wurde als Farrenstall und Scheune genutzt. Im Eingangsbereich befindet sich der Wappenstein des Bauherren.
Nach umfassender Renovierung von 1976 bis 1978 wurden im Gebäude das Stadtarchiv, die Heimatbücherei, Museumsstücke des Bezirksmuseums und das Museum des Narrenrings Main-Neckar untergebracht.
Der heutige zweigeschossige Massivbau mit Krüppelwalmdach, unter dem zwei weitere Stockwerke liegen, wurde über die Jahrhunderte leicht verändert. Bei der Renovierung wurden die zwei Scheuneneingänge geschlossen; das rechte wurde als ein Mehrfachsprossenfenster ausgeführt, der linke zentrale Doppelscheuneneingang auf einen normalen Eingang reduziert. Über ihm ist das Greiffenclau-Wappen angebracht. Auf der langen Dachseite wurden neu je sechs Schleppgauben auf Höhe des ersten Dachgeschosses eingebaut. Auf einer der kurzen Seite befinden sich Reste von Hausverzierungen, darunter ein Wappenstein mit der Jahreszahl 1710 und ein nahezu kompletter verzierter Portaleingang mit der Jahreszahl 1572.

### Belzsches Haus

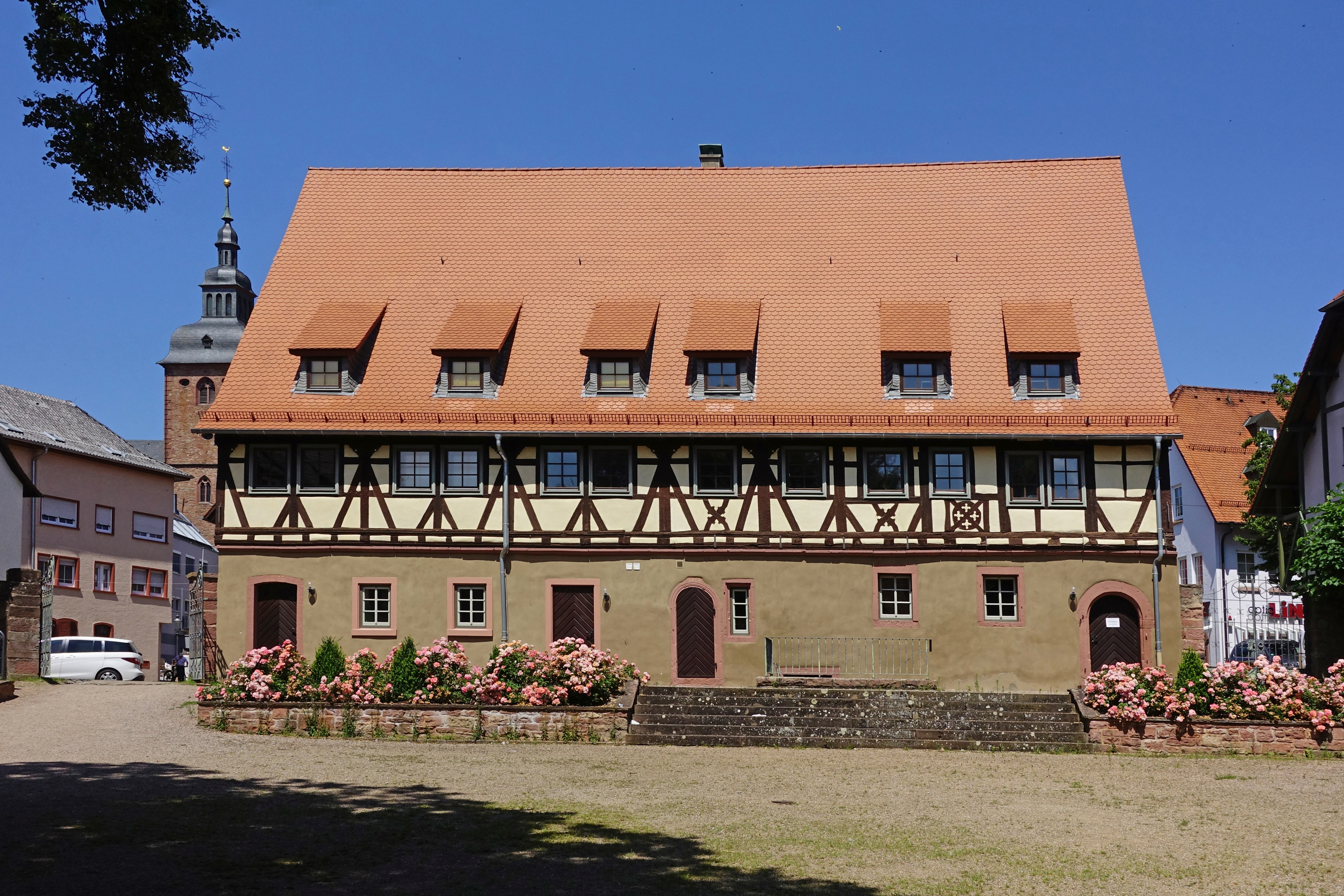
Das Belzsche Haus

Das Belzsche Haus, Wohn- und Ökonomiegebäude in der Haagstraße 10 mit einem Fachwerkaufsatz auf einem massiven Unterbau, ist ein geschütztes Kulturdenkmal. An der Nordseite befinden sich Fenstergewände von 1617 sowie ein mit der Jahreszahl 1623 bezeichnetes Portal. An der Südseite befindet sich ein mit der Jahreszahl 1618 bezeichnetes Portal.
Wie Untersuchungen ergaben, wurden die beiden Grundrisshälften unterschiedlich genutzt und weisen auch Unterschiede in der Bauausführung auf. Deshalb wird eine unterschiedliche Nutzung (im Osten eine Stall- bzw. Tennennutzung und im Westen eine Wohnnutzung) angenommen.
Das Gebäude dient als Verwaltungssitz des Bezirksmuseums Buchen, der Museumspädagogik und weiteren kulturellen Zwecken.

## Götz von Berlichingen
Im April 1525 versammelte sich während des Deutschen Bauernkriegs der „helle Haufen“ der Odenwälder Bauern im Hof der Kellerei und dienten Götz von Berlichingen die Übernahme der Hauptmannschaft an.